# 228 v. Chr.
Portal Geschichte | Portal Biografien | Aktuelle Ereignisse | Jahreskalender | Tagesartikel

◄ |
4. Jahrhundert v. Chr. |
3. Jahrhundert v. Chr. |
2. Jahrhundert v. Chr. |
►

◄ | 240er v. Chr. | 230er v. Chr. | 220er v. Chr. | 210er v. Chr. |
200er v. Chr. |
►

◄◄ | ◄ | 231 v. Chr. | 230 v. Chr. | 229 v. Chr. | 228 v. Chr. |
227 v. Chr. |
226 v. Chr. |
225 v. Chr. |
► |
►►
Staatsoberhäupter

## Ereignisse

### Östliches Mittelmeer
- Von Korfu aus gehen die römischen Truppen im Ersten Illyrischen Krieg nordwärts gegen die von der illyrischen Königin Teuta gehaltenen Stellungen vor. Apollonia, Dyrrhachium und Lissos werden von den Römern genommen, die illyrische Hauptstadt Skutra wird belagert. Rom besiegt schließlich die in ihrer Hauptstadt Skutra eingeschlossene Teuta. Diese muss den von ihr bedrängten Griechenstädten sowie den Nachbarstämmen der Ardiäer und Parthiner die Unabhängigkeit zugestehen, sodass ihre Herrschaft auf die Umgebung Skutras beschränkt wird. Rom übernimmt das Protektorat über die Küste zwischen Lissos und Phönike und wird von den Griechen zu den Isthmischen Spielen und den Eleusinischen Mysterien zugelassen. Die Stadt Epidamnum wird von den Römern in Dyrrhachium umbenannt.
- Auf Betreiben des Aratos von Sikyon zieht die makedonische Garnison aus Athen und Piräus ab. Zugleich geht der Achaiische Bund unter dem Strategen Aristomachos von Argos gegen Sparta vor.

### Westliches Mittelmeer
- Quintus Fabius Maximus Verrucosus ist Konsul der Römischen Republik.
- Die Karthager gründen in Spanien Carthago Nova (Neukarthago), das heutige Cartagena.

### Asien
- Attalos I. von Pergamon besiegt den seleukidischen Prätendenten Antiochos Hierax in Lydien und am Fluss Harpasos in Karien, die Galater bei Pergamon.
- Im Zuge der Eroberungskriege des Staates Qin, die schließlich zur Vereinigung Chinas unter Qins Herrscher Qin Shihuangdi führen, besiegt Qin seinen mächtigsten Rivalen Zhao, dessen Herrscher Youmiu gefangengesetzt wird. Dessen Stiefbruder Jia setzt den Kampf noch bis 222 v. Chr. fort.

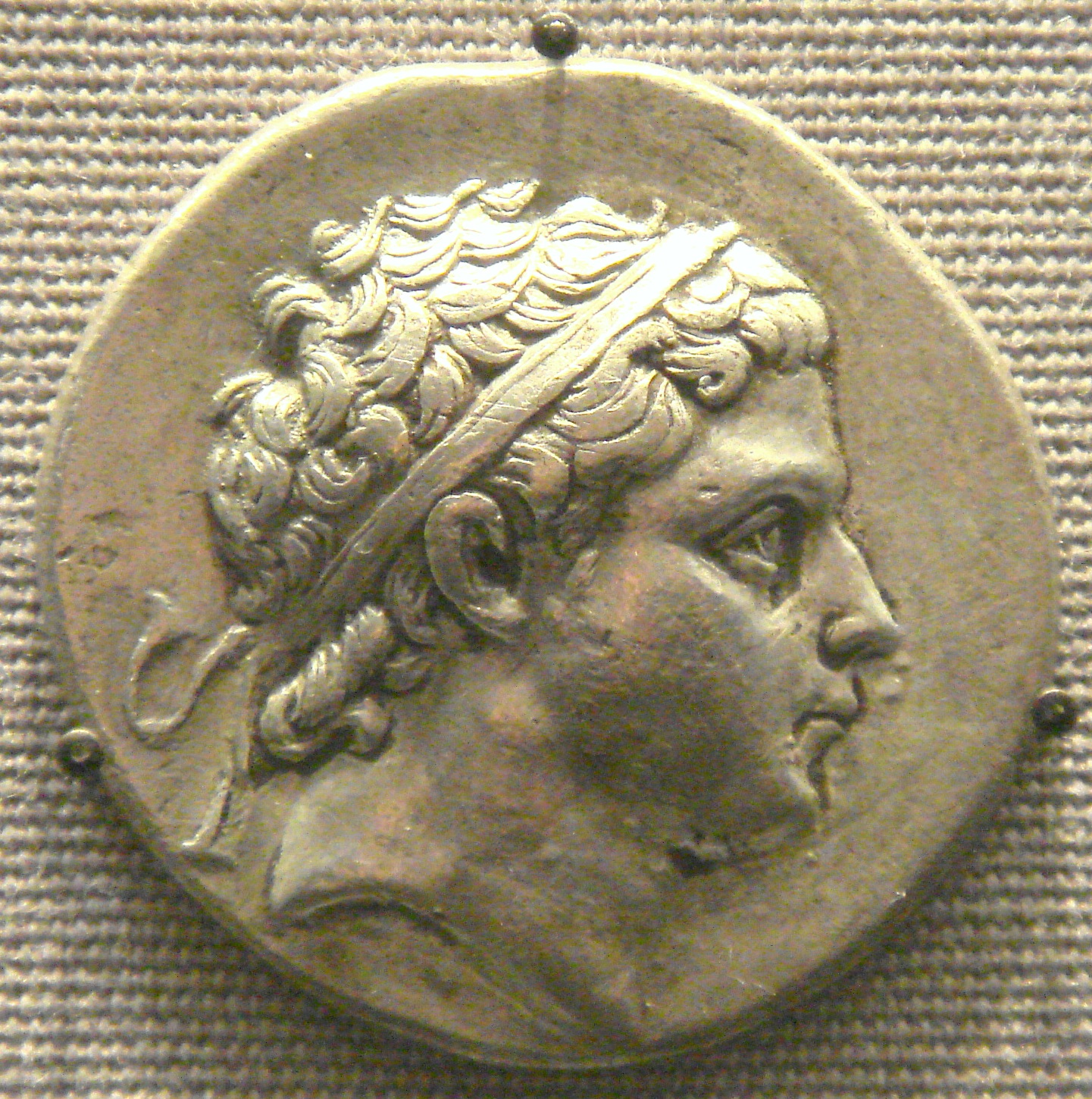
Tetradrachmon mit dem Konterfei Prusias I.

- um 228 v. Chr.: Prusias I. löst Ziaelas als König von Bithynien ab.

## Gestorben
- Ziaelas, König von Bithynien